# 中華民國海軍陸戰隊特勤隊

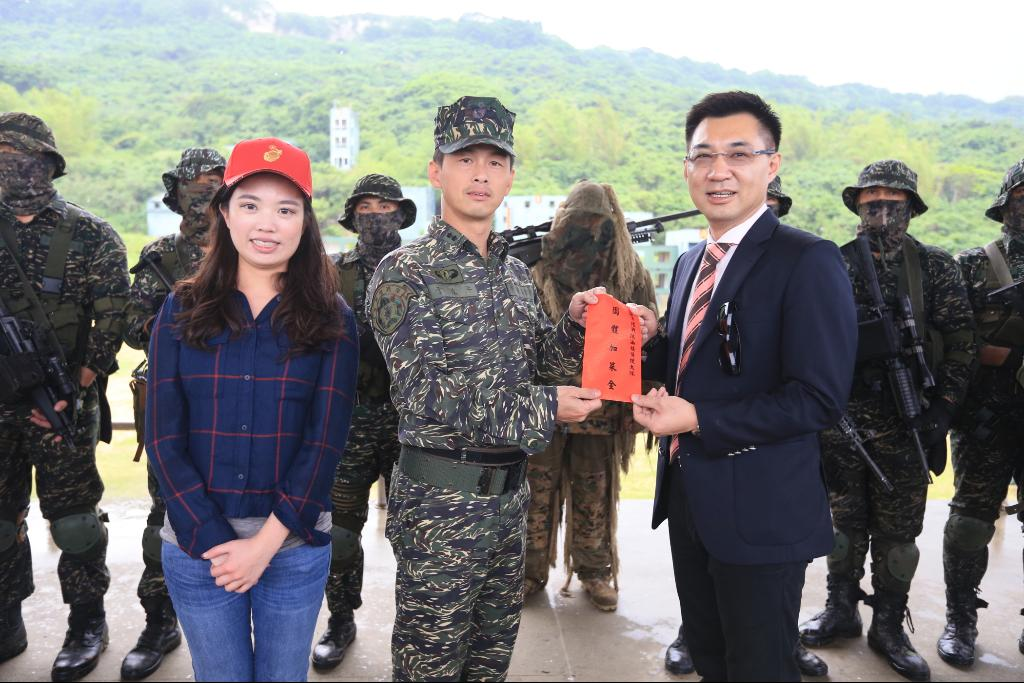
外交國防委員會立委江啟臣与呂孫綾考察海軍陸戰隊特勤隊戰備整備及左營地區國軍老舊眷村改建暨文化保存工作

中華民國海軍陸戰隊特勤隊是中華民國海軍陸戰隊兩棲偵搜大隊轄下的特種部隊，也稱黑衣部隊，初期高度保密，至1995年執行「華興演習」才被公開。

## 成軍與選訓
1980年，繼高空特種勤務中隊、憲兵特勤隊（1978年成立）成立後，為第三支成立的軍方特勤隊。第一期特勤隊隊長為當時兩棲偵搜營營長季麟連中校。受訓學員除挑選自一般常備役軍官、士官外，另由兩棲偵搜營中選出志願役軍官、士官選訓。由於專精訓練課目相當多，新訓通過成員要求至少能繼續服役5年以上，才會納編至特勤隊。
1987年，岩灣事件中，陸戰隊特勤隊曾參與鎮壓岩灣監獄的囚犯。
現在的海軍陸戰隊特勤隊，已與當初成立時的任務內容不太相同。現今主要負責：
1. 南臺灣海域反恐
2. 處理警方無法完成的任務
3. 至中華民國駐外單位代訓友邦特種部隊等。

特勤隊選訓基本標準：
家世三代清白，無前科及不良嗜好，身高需170公分以上，體重限制為60至80公斤，裸視視力不可低於1.5，智商110以上，並需具有武術底子，身上不可有任何缺陷或紋身。

## 訓練標準
目前特勤隊的新訓已由12個月縮減至9個月，概分為三階段：
第一階段：以體能訓練為主，每日早中晚各10,000公尺以上，要求驗收時武裝跑步或武裝游泳能達到10,000公尺以上，當中會施以品德測驗，學員品行不佳者，成績再好一樣退訓。此期間並配合武術訓練、山訓及游泳等，最後一周實施鑑測，成績未滿95分者退訓。
第二階段：以射擊訓練為主，並且加入組合戰鬥、近身距離作戰及狙擊手訓練等，最後一周實施鑑測，成績未滿95分者退訓。
第三階段：綜合加強第一、二階段訓練，最後一周實施鑑測，成績未滿95分者退訓。
以上新訓三階段通過，並願意繼續服役5年以上者，才擁有加入海軍陸戰特勤隊的資格，故每期錄取率低於5%。
加入海軍陸戰特勤隊後，將會再接受其他訓練，如：甲級特訓、格鬥訓練、武器訓練、潛水訓練、反恐訓練、空降訓練、載具操作、情報訓練、電腦訓練，與其他未公開訓練等。
如今海軍陸戰特勤隊與海軍水中爆破大隊，已於2004年併入海軍陸戰隊兩棲偵搜大隊中，屬於底下的其中一支中隊。依照任務區分，編制為數個小組：攻堅小組、狙擊小組、爆破小組等等，每小組若干人，各小組還會再依分組進行專長訓練。
而所有隊員中再擇優選出若干人，稱之為特別行動小組，或非常行動小組。

## 事績
岩灣事件

2015年高雄監獄挾持事件
- 2015年2月12日，高雄市大寮區大寮監獄服刑的竹聯幫尊堂高雄分會長鄭立德等6名受刑人於11日下午4時利用會客的機會，帶著剪刀在接見室挾持獄警及替代役男，藉端挾持管理員，並奪取4把長槍、6把短槍及200多發子彈，過程中開了數十槍示威。由於主嫌鄭立德手中擁有長短槍及數百發子彈，國防部高層高度關注，並要求負責南臺灣「反劫持、反破壞、反特攻滲透」的海軍陸戰隊特勤中隊在高雄市左營區桃子園營區待命。

## 已知裝備

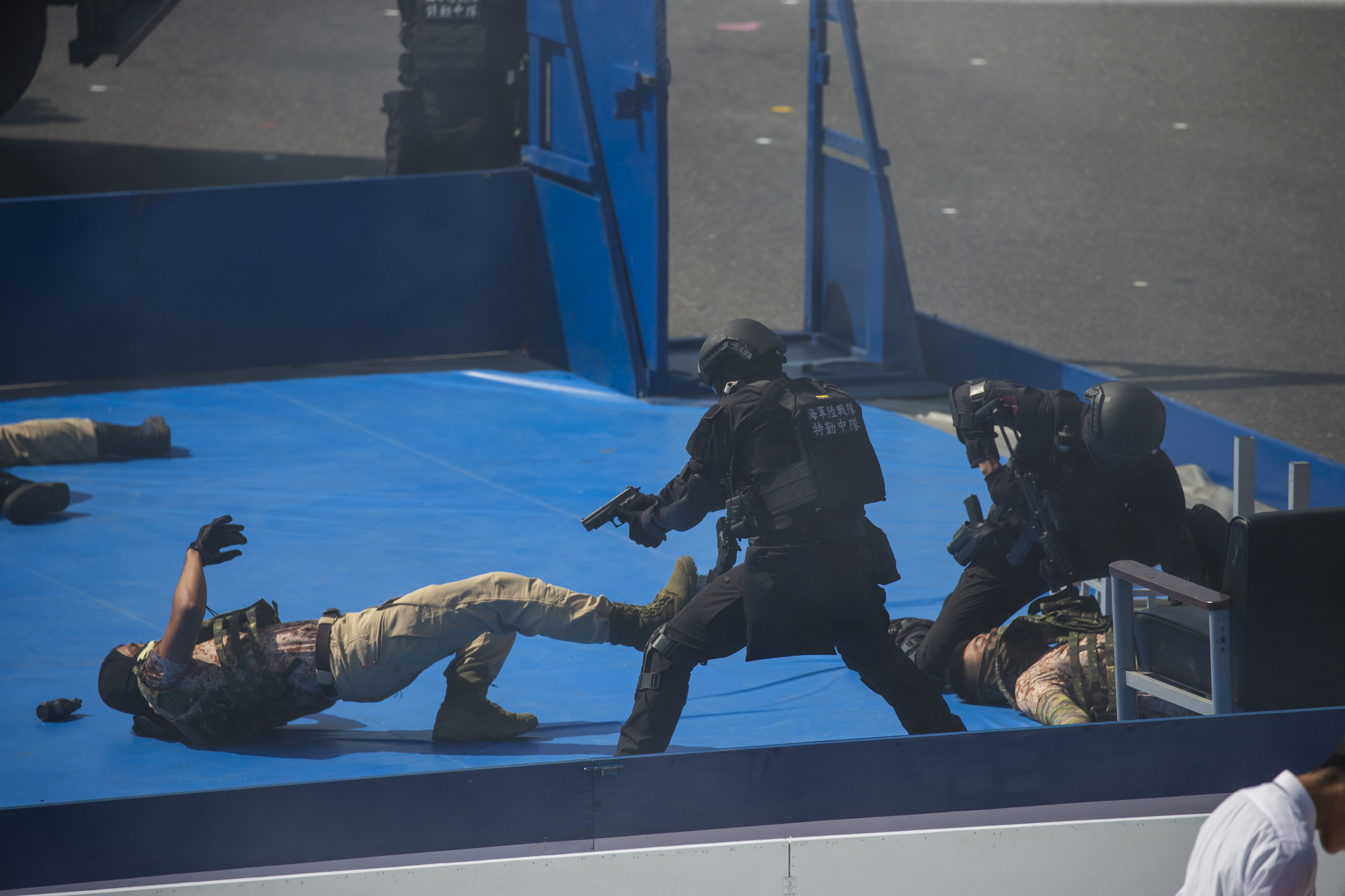
陸戰隊特勤隊成員進行反恐演習，中華民國中樞暨各界慶祝108年國慶大會

### 個人裝備
- 作戰服
- 防彈衣
- 戰術頭盔
- 抗噪耳機
  -  Earmor M32
  -  3M Peltor Comtac V
- 防彈盾
- 防毒面具
- 水肺
- 手榴彈
- 夜視儀

### 個人武器

#### 手槍
| 武器名稱             | 原產地 | 備註 |
| -------------------- | ------ | ---- |
| 貝瑞塔92FS           | 義大利 | -    |
| HK USP9              | 德国   | -    |
| SIG Sauer P226 Mk 25 | 德国   | -    |
| 克拉克19             | 奥地利 | -    |

#### 衝鋒槍

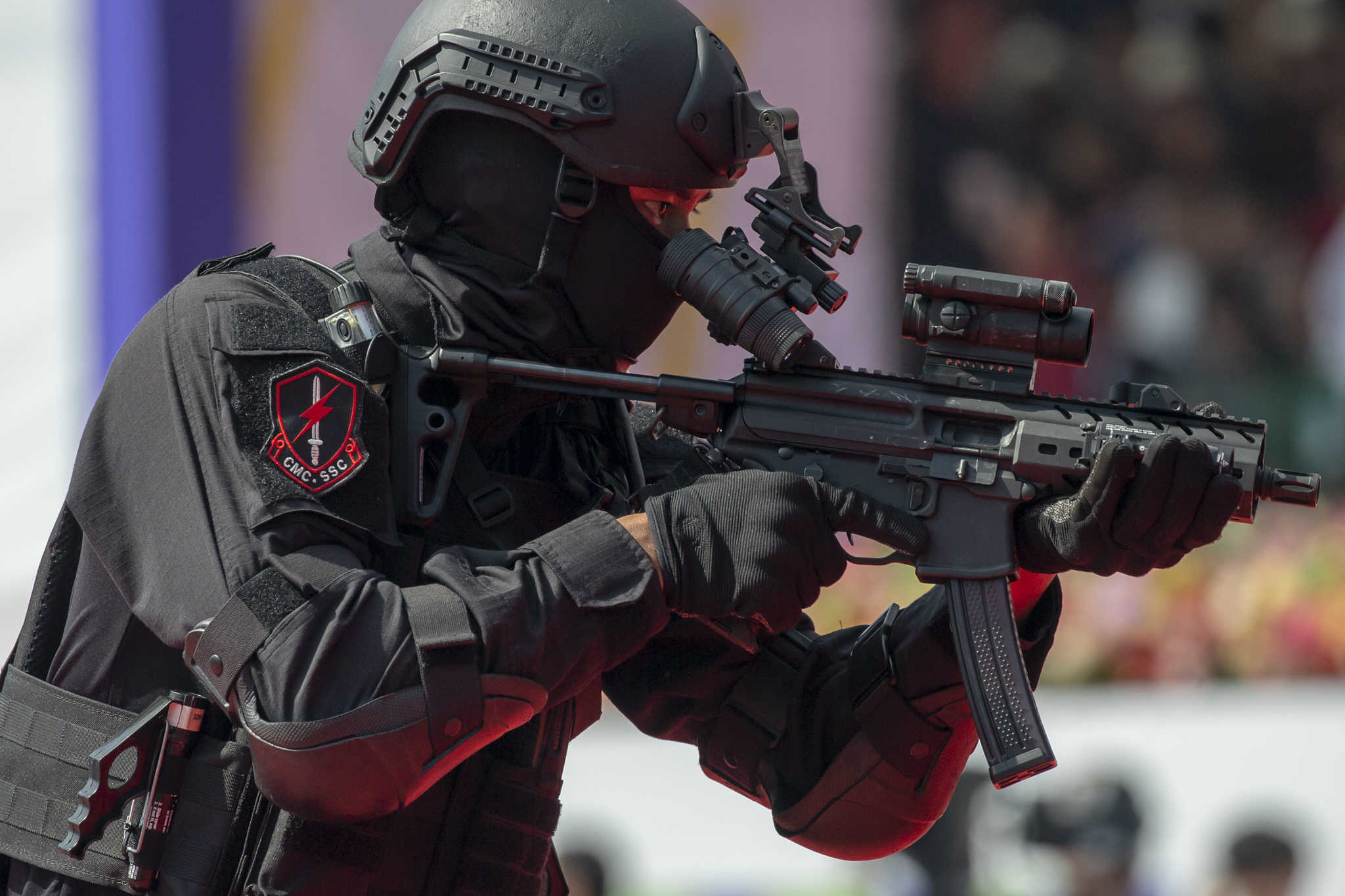
中華民國海軍陸戰隊特勤隊成員裝備的SIG MPX衝鋒槍

| 武器名稱      | 原產地   | 備註 |
| ------------- | -------- | ---- |
| T77           | 中華民國 | -    |
| IMI烏茲       | 以色列   | -    |
| XT-104        | 中華民國 | -    |
| SIG Sauer MPX | 美国     | -    |

#### 突擊步槍
| 武器名稱 | 原產地   | 備註 |
| -------- | -------- | ---- |
| T91      | 中華民國 | -    |
| M4A1     | 美国     | -    |

#### 霰彈槍
| 武器名稱       | 原產地 | 備註 |
| -------------- | ------ | ---- |
| 雷明登870      | 美国   | -    |
| 莫斯伯格M590A1 | 美国   | -    |

#### 狙擊步槍
| 武器名稱     | 原產地   | 備註       |
| ------------ | -------- | ---------- |
| M21 SWS      | 美国     | -          |
| M24 SWS      | 美国     | -          |
| T93          | 中華民國 |            |
| 精密國際AXMC | 英国     |            |
| 精密國際AX50 | 英国     | 反器材步槍 |
| LWRC BERE 20 | 美国     | -          |
| 巴雷特M82A1  | 美国     | 反器材步槍 |

### 來源
- 程彥豪、姜毅宏. . 三立新聞網. 2017-07-06  [2024-12-02]. （原始内容存档于2024-12-15） （中文（臺灣））.
- 吳明. . 新新聞. 2017-10-16  [2024-12-02] （中文（臺灣））.
- . 聯合新聞網. 2020-08-08  [2024-12-02]. （原始内容存档于2024-12-15） （中文（臺灣））.
- . 中華民國海軍.   [2024-12-02]. （原始内容存档于2024-11-13） （中文（臺灣））.
- 特種作戰部隊定義、特性及功能 （页面存档备份，存于）

## 外部連結
- 祝賀陸戰隊63周年慶暨陸戰隊特勤隊30周年慶"生日快樂"!!